# Конгур (хижа)
Вижте пояснителната страница за други значения на Конгур.
Хижа „Конгур“, известна още като „Конгуро“, се намира в източната част на Беласица планина на 1284 м надморска височина. Наречена е на едноименния връх Конгур (1951 м н.в). Разположена е в местността Чаршиите на малко заравнение по рида, който се снижава от връх Конгур на север към град Петрич.
Хижата е открита през 2004 г. Използва постройките на бивша погранична застава, строена през 1956 г. До нея води 16 километрово шосе от гр. Петрич. Пътят е асфалтов в по-голямата си част, а последните 5 км са добре поддържан почвен път, но въпреки това е добре автомобилът да е малко по-висок. Преди последните 5 км има табела за хижа Конгур и за местността Вършилото. Ако поемете към Вършилото също ще стигнете до хижата, като в началото пътя също е асфалт. Оттук пътя е 8 км.
Хижата представлява комплекс от 2 сгради, електрифицирани и водоснабдени. Основната е двуетажна, с капацитет от 29 места, разпределени в стаи с по 2, 3, 4 и 8 легла. Стаите се отопляват с печки с твърдо гориво. На долния етаж има санитарни помещения и столова-ресторант. По-малката сграда разполага с 14 места, разпределени в стаи с 1, 2 и 4 легла. Има вътрешен санитарен възел.

### Туристически маршрути
Хижа Конгур е основният изходен пункт за туристически излети до Беласица планина. От хижата до билните части е нанесена лентова маркировка с червена боя. Маршрутите са, както следва.
- х. „Конгур“ – връх Конгур 1:30 часа. Следва се червената маркировка до м. Вършилото. Тя пресича на места серпентините на подбилния път. На 900 метра преди върха маркировката се разклонява. Дясната част води на югозапад по пътя към връх Калабак (Радомир), а направо (юг) се продължава по добре различима пътека към връх Конгур.

- х. „Конгур“ – връх Калабак 3:00 часа. До местността Вършилото се следва червената маркировка от предния маршрут. На разклона под връх Конгур се поема на югозапад по пътя вдясно. През по-голямата си част пътя следва посока запад и хоризонтал 1850 метра. Малко преди върха пътят постепенно се изкачва до около 1950 м н.в. Под Калабак от пътя се отделя добре различима пътека, по която стигаме до първенеца на планината (2029 м) за около 15 минути.

- х. „Конгур“ – връх Тумба – 8:00 часа с лека раница. Следва се горният маршрут. По избор може да се подмине в. Калабак и да се продължи по пътя. Дистанцията оттук до връх Тумба е около 17 км по права линия (20 км по пътя), като се следва изключително подбилния път в западна посока. По-забележителните точки по машрута са:
  - разклон за х. Лопово и с. Самуилово на 2,5 км след Калабак (маркиран с жълта боя),
  - седловина Демир капия на около 700 м след разклона за Самуилово,
  - връх Лозен на около 7 км след Демир капия,
  - разклон за с. Ключ на около 2 км след връх Лозен (маркиран с жълта боя) и
  - разклон за с. Скрът на около 2,5 км след разклона за с. Ключ (маркиран с жълта боя).

След разклона за село Скрът червената маркировка се отделя по добре различима пътека в непосредствена близост до граничната бразда. Навлиза се в характерния ръкав на границите между Северна Македония, България и Гърция. Пътеката извива на юг до самия триграничен връх Тумба (гранична пирамида 1).